# Påsklilja

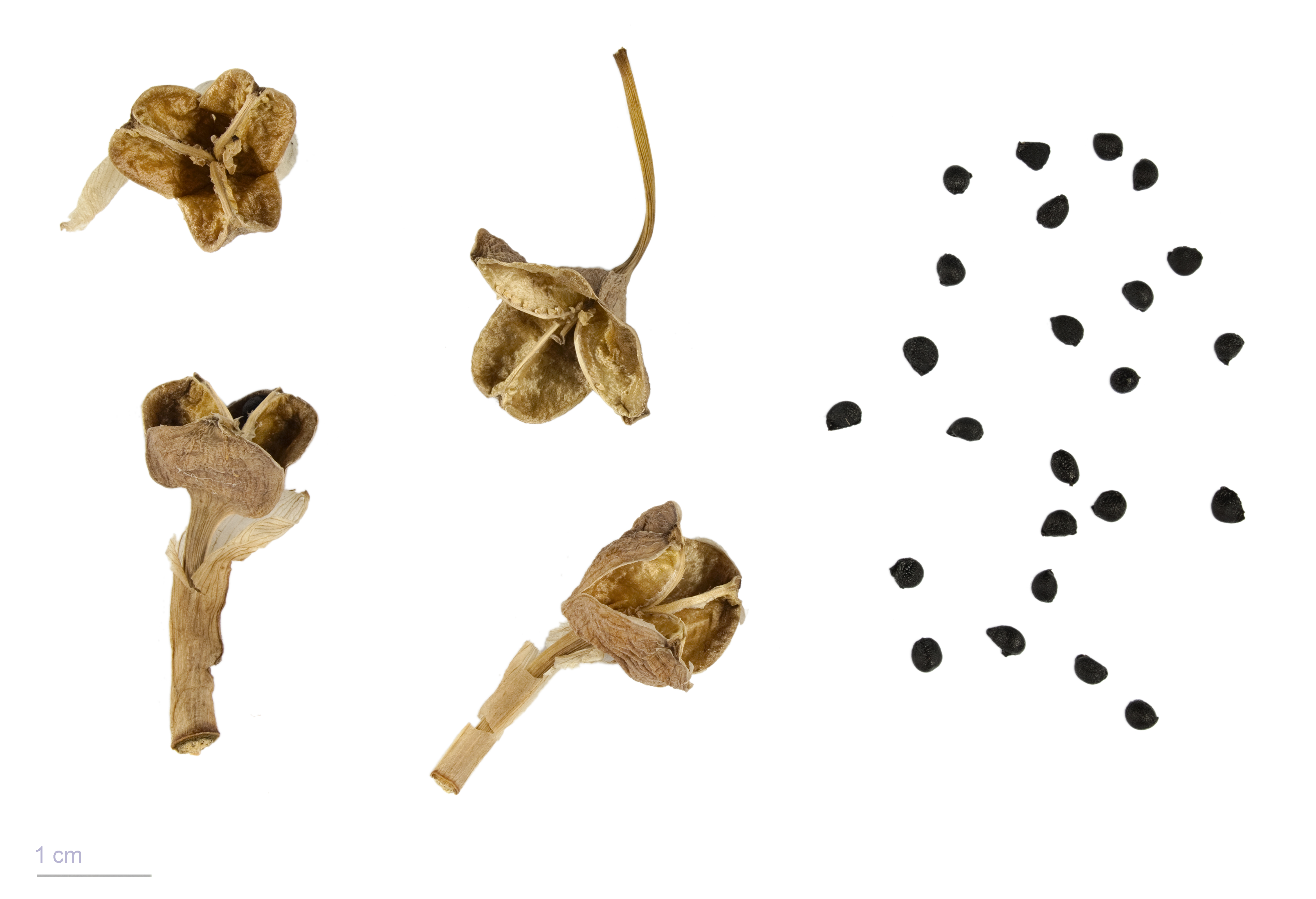
Narcissus pseudonarcissus

Påsklilja (Narcissus pseudonarcissus), trumpetnarciss, är en lökväxt i familjen amaryllisväxter. Som odlad i Norden blommar påskliljan från april till maj, det vill säga runt påsk, därav namnet. Påskliljan härstammar från västra Europa, men har med människan senare spritts till så gott som alla de delar av världen som har ett för växten lämpligt klimat.

## Biologi och utbredning
Påsklijan är en kal, flerårig lökväxt. Från varje lök växer två till tre cirka 1 cm jämnt breda och grågröna blad upp, samt en kantig stjälk med en gul till blekgul, svagt doftande blomma i toppen. Blomman har en gul till citrongul, tub- eller trumpetliknande bikrona. Stjälkens bas omges av ett pappersliknande svepeblad.
Påsklilja har en enda stor gul blomma på en cirka 20–50 centimeter hög stjälk. Bladen är smala och upprätta. Både blad och stjälkar innehåller slem. Blomman är epigyn och fruktämnet syns som en grön knöl på stjälken. Knoppen är täckt av ett hölsterblad som spricker upp när blomman öppnar sig.
Den ursprungliga vilda påskliljan hör hemma i Central- och Sydeuropa. Den är dock vitt spridd som odlad prydnadsväxt i främst rabatter, och i Sverige är den härdig upp till och med norra Svealand (zon 5). Den vilda växtens blomma har en sextalig, stjärnformad huvudkrona (kalk) och en enkel bikrona, den så kallade trumpeten.
Den odlade varianten har på sina håll förvildats och förekommer då på något fuktig jord, nära bebyggelse, vägkanter, skogsbryn och på ängar. Förvildade påsklijor noterades första gången 1768 i Mycklanäs i Småland (av Carl von Linné).
Påskliljan känns enkelt igen på de gula blommorna med tubformad bikrona och stora kalkblad. Olika hybrider mellan påsklilja och pingstlilja förekommer både i odling och förvildade; dessa stjärnnarcisser (N. x incomparabilis) liknar mer stora pingstliljor, och där är kalkbladen vitare och bikronan kortare. Den besläktade arten miniatyrpåsklilja (N. asturiensis), också den förvildad i Sverige, har mindre blommor och korta kalkblad.
Hela växten, särskilt löken, är giftig.

## Etymologi
Narcissus kommer av grekiskans narke som betyder 'bedövning' eller 'förlamning'. Avkok på växten ansågs rogivande (eller i stora doser förlamande). Pseudonarcissus betyder 'falsk narciss', och det är ett vanligt sätt att namnge en annan art i ett släkte. Narcisserna är inte uppkallade efter guden Narkissos i den grekiska mytologin, men möjligen tvärtom.
Det svenska namnet påsklilja, som redan Carl von Linné använde sig av, kommer sig av att den brukar blomma till påsk. Den används just därför också ofta som prydnad vid påsken.

## Sorter
I odlad form förekom påskliljan redan på 1500-talet i Norden. Tidigt blev den en populär blomma även bland de lägre stånden.
Inom trädgårdshandeln har det i dag förädlats fram hundratals olika hybrider med andra arter med varierande färg, form och blomningstid. De kallas ofta för påskliljor i dagligt tal, även om det inte rör sig om den ursprungliga arten. Här nedan följer en lista över ett urval av dessa.
Enkelblommiga gruppen
'Golden Harvest'
'King Alfred'
'Mount Hood'
'Salmon Trout'
'Spellbinder'
Fylldblommiga gruppen
'Golden Ducat'
'Van Sion' ('Telamonius Plenus')